# هرما باوما
هرما باوما (آلمانی: Herma Bauma; ۲۳ ژانویهٔ ۱۹۱۵ – ۹ فوریهٔ ۲۰۰۳) پرتاب‌گر نیزه اهل اتریش بود.
از افتخارات وی میتوان به کسب مدال طلا پرتاب نیزه در بازی‌های المپیک تابستانی ۱۹۴۸ اشاره کرد.